# Trophée NHK 1996
Navigation
Édition précédente Édition suivante
Le Trophée NHK (en anglais : NHK Trophy) est une compétition internationale de patinage artistique qui se déroule au Japon au cours de l'automne. Il accueille des patineurs amateurs de niveau senior dans quatre catégories: simple messieurs, simple dames, couple artistique et danse sur glace.
Le dix-huitième Trophée NHK est organisé du 5 au 8 décembre 1996 au Namihaya Dome de Kadoma dans la préfecture d'Osaka. Il est la cinquième compétition de la Série des champions ISU senior de la saison 1996/1997.

## Résultats

### Messieurs
| Rang    | Nom                | Pays           | Points | Prog. court | Prog. libre |
| ------- | ------------------ | -------------- | ------ | ----------- | ----------- |
| 1       | Elvis Stojko       | Canada         | 2.0    | 2           | 1           |
| 2       | Ilia Kulik         | Russie         | 2.5    | 1           | 2           |
| 3       | Dmytro Dmytrenko   | Ukraine        | 6.0    | 4           | 4           |
| 4       | Scott Davis        | États-Unis     | 6.5    | 3           | 5           |
| 5       | Éric Millot        | France         | 8.0    | 10          | 3           |
| 6       | Guo Zhengxin       | Chine          | 9.0    | 6           | 6           |
| 7       | Philippe Candeloro | France         | 11.5   | 9           | 7           |
| 8       | Cornel Gheorghe    | Roumanie       | 12.0   | 8           | 8           |
| 9       | Takeshi Honda      | Japon          | 12.5   | 7           | 9           |
| 10      | Michael Shmerkin   | Israël         | 15.5   | 11          | 10          |
| 11      | David Liu          | Taipei chinois | 17.0   | 12          | 11          |
| Abandon | Todd Eldredge      | États-Unis     |        | 5           |             |

### Dames
| Rang | Nom               | Pays        | Points | Prog. court | Prog. libre |
| ---- | ----------------- | ----------- | ------ | ----------- | ----------- |
| 1    | Maria Butyrskaya  | Russie      | 2.0    | 2           | 1           |
| 2    | Tonia Kwiatkowski | États-Unis  | 2.5    | 1           | 2           |
| 3    | Yulia Vorobieva   | Azerbaïdjan | 6.0    | 6           | 3           |
| 4    | Hanae Yokoya      | Japon       | 6.0    | 4           | 4           |
| 5    | Susan Humphreys   | Canada      | 6.5    | 3           | 5           |
| 6    | Fumie Suguri      | Japon       | 8.5    | 5           | 6           |
| 7    | Shizuka Arakawa   | Japon       | 11.5   | 9           | 7           |
| 8    | Tatiana Malinina  | Ouzbékistan | 11.5   | 7           | 8           |
| 9    | Krisztina Czakó   | Hongrie     | 14.0   | 10          | 9           |
| 10   | Amber Corwin      | États-Unis  | 14.0   | 8           | 10          |

### Couples
| Rang | Nom                                       | Pays       | Points | Prog. court | Prog. libre |
| ---- | ----------------------------------------- | ---------- | ------ | ----------- | ----------- |
| 1    | Jenni Meno / Todd Sand                    | États-Unis | 1.5    | 1           | 1           |
| 2    | Evgenia Shishkova / Vadim Naumov          | Russie     | 3.0    | 2           | 2           |
| 3    | Kyoko Ina / Jason Dungjen                 | États-Unis | 4.5    | 3           | 3           |
| 4    | Xue Shen / Hongbo Zhao                    | Chine      | 7.0    | 6           | 4           |
| 5    | Marina Khalturina / Andrei Krukov         | Kazakhstan | 7.0    | 4           | 5           |
| 6    | Michelle Menzies / Jean-Michel Bombardier | Canada     | 8.5    | 5           | 6           |
| 7    | Dorota Zagórska / Mariusz Siudek          | Pologne    | 10.5   | 7           | 7           |
| 8    | Danielle Carr / Stephen Carr              | Australie  | 12.0   | 8           | 8           |

### Danse sur glace
| Rang | Nom                                     | Pays       | Points | Danse imposée | Danse originale | Danse libre |
| ---- | --------------------------------------- | ---------- | ------ | ------------- | --------------- | ----------- |
| 1    | Sophie Moniotte / Pascal Lavanchy       | France     | 3.0    | 2             | 2               | 1           |
| 2    | Marina Anissina / Gwendal Peizerat      | France     | 3.0    | 1             | 1               | 2           |
| 3    | Irina Romanova / Igor Yaroshenko        | Ukraine    | 6.0    | 3             | 3               | 3           |
| 4    | Margarita Drobiazko / Povilas Vanagas   | Lituanie   | 8.4    | 5             | 4               | 4           |
| 5    | Barbara Fusar-Poli / Maurizio Margaglio | Italie     | 9.6    | 4             | 5               | 5           |
| 6    | Sylwia Nowak / Sebastian Kolasiński     | Kazakhstan | 12.0   | 6             | 6               | 6           |
| 7    | Anna Semenovich / Vladimir Fedorov      | Russie     | 14.0   | 7             | 7               | 7           |
| 8    | Kate Robinson / Peter Breen             | États-Unis | 16.0   | 8             | 8               | 8           |
| 9    | Chantal Lefebvre / Michel Brunet        | Canada     | 18.6   | 9             | 10              | 9           |
| 10   | Aya Kawai / Hiroshi Tanaka              | Japon      | 19.4   | 10            | 9               | 10          |
| 11   | Akiko Kinoshita / Yosuke Moriwaki       | Japon      | 22.0   | 11            | 11              | 11          |

## Sources
- Résultats du Trophée NHK 1996
- Patinage Magazine N°55 (Décembre 1996-Janvier/Février 1997)